# Motorový vůz 893
Motorové vozy řady 893 patří do skupiny pracovních vozidel na českých kolejích. Byly vyrobeny v letech 1971 a 1972 podnikem Vagónka Studénka pro Československé státní dráhy, které je provozovaly pod označením M 250.0. Od začátku roku 1988 nesly řadu 893. Při rozdělení republiky zůstala většina vozů řady 893 Českým drahám, které je po přeřazení k traťovým mechanismům v roce 1997 přeznačily na MVTV 3, přičemž toto označení nosí doposud.

## Konstrukce

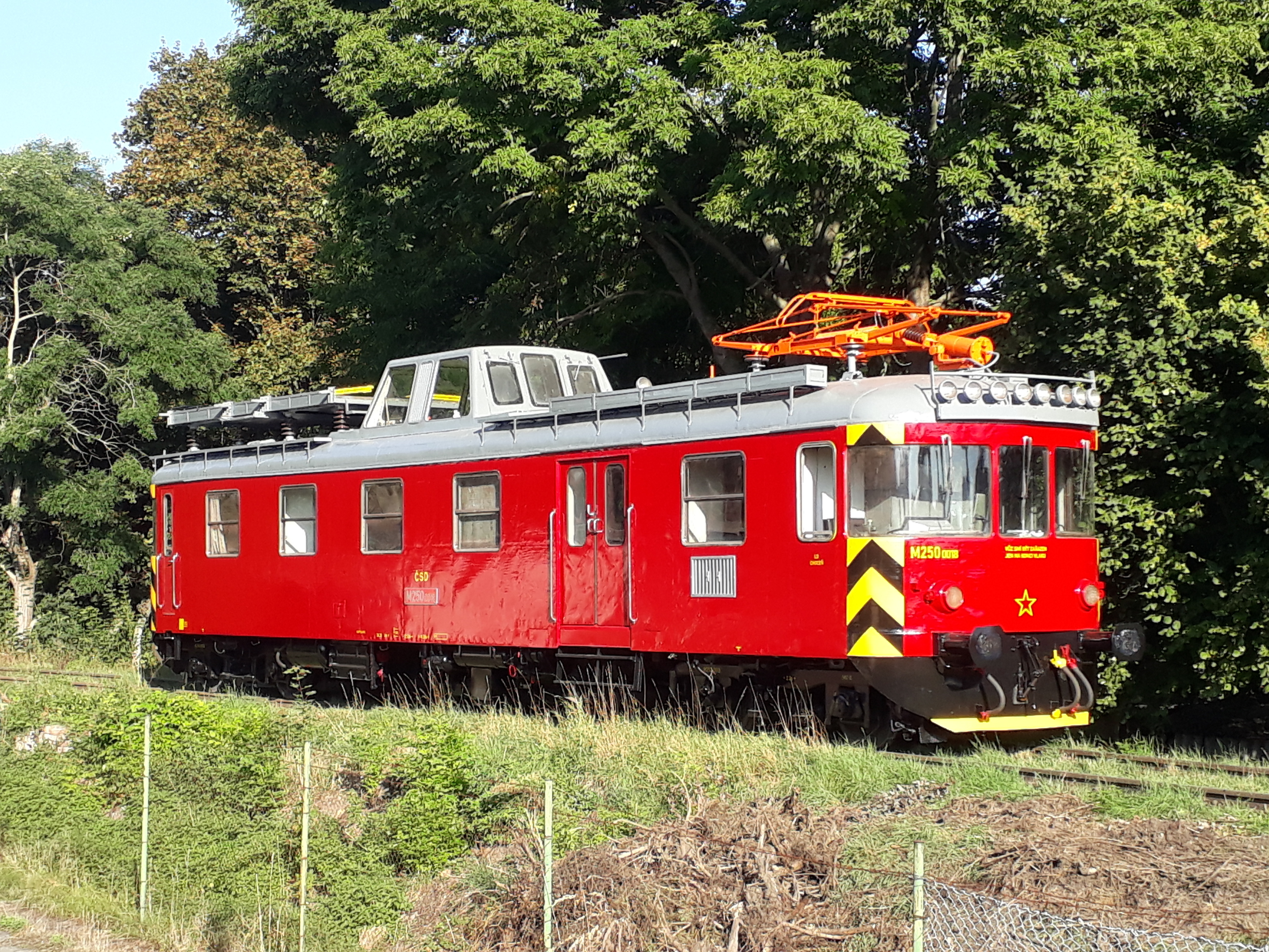
Vůz M 250.0018 upravený do historického vzhledu

Vozy řady 893 vychází z osobních motorových vozů řady 820 (M 240.0). Z těchto vozidel byl převzat pojezd a motor. Vozová skříň je posazena na dvou dvounápravových podvozcích, z nichž právě jeden je hnací. Hnací agregát Tatra T 930-4 se společně s hydrodynamickou převodovkou nachází na samostatném rámu pod karoserií mezi podvozky. Kostra vozové skříně je vyrobena z ocelových profilů, bočnice jsou z ocelového plechu a na kostru jsou přinýtovány. Interiér vozidla je rozdělen na dvě stanoviště strojvedoucího, dílnu, šatnu a hygienické zařízení sestávající z WC a umývárny. Na střeše se nacházejí dvě prohlídkové plošiny (menší pro práci se střídavým napětím 25 kV/50 Hz, větší pro stejnosměrné napětí 3 kV), na které lze vstoupit z prohlídkové kabiny, jež se nachází uprostřed vozu a do které se vchází po schodech z dílny. Vozidla jsou rovněž vybavena jedním zkušebním pantografem.

## Vývoj, výroba a provoz
Vývoj nového pracovního vozu dostala studénská vagónka zadáno v roce 1967. První tři vozy byly vyrobeny v roce 1971, zbylých 27 v roce následujícím. Díky této 30kusové dodávce bylo možné zrušit zbylé prvorepublikové prohlídkové vozy a vlečné trolejové věže. Necelá třetina vozů tehdejší řady M 250.0 byla deponována na Slovensku, zbytek v Česku. Od 1. ledna 1988 byly vozy označeny řadou 893. Poslední vozy řady 893 byly na Slovensku vyřazeny v roce 1995, v Česku byly v roce 1997 přeřazeny mezi traťové mechanismy a označeny řadou MVTV 3. Od roku 2008 jsou zbylé provozní vozy v majetku Správy železniční dopravní cesty (do té doby je vlastnily České dráhy).
Vůz MVTV 3-018 (M 250.0018) je v majetku spolku Muzeum Technických Zajímavostí, který působí v Chocni a Čáslavi.

## Historické vozy
- M 250.0018 (Muzeum Technických Zajímavostí)[1]
- M 250.0027 (Muzeum Technických Zajímavostí)
- M 250.0029 (NTM Praha)